# Calle de Santa Catalina (San Sebastián)
La calle de Santa Catalina es una vía pública de la ciudad española de San Sebastián.

## Descripción
La vía, que obtuvo el título actual en septiembre de 1866, discurre desde la calle de Camino hasta la avenida de la Libertad. El nombre, compartido con un puente de la ciudad, se lo debe a la antigua iglesia de Santa Catalina, derribada en 1719. Aparece descrita en Las calles de San Sebastián (1916) de Serapio Múgica Zufiria con las siguientes palabras:

Calle de Santa Catalina.—Por acuerdo de 12 de Septiembre de 1866, se acordó dar este nombre a la calle que va desde la Avenida de la Libertad a la actual de Oquendo. Al darle este nombre, que es el que lleva también el puente por donde la carretera de Francia atraviesa el Urumea y enlaza la antes citada Avenida con la Plaza de Vasconia, se quiso seguramente perpetuar el recuerdo de la iglesia parroquial de Santa Catalina, que existió aproximadamente en aquel parage, extramuros de San Sebastián, hasta el año 1719, en que se demolió de orden del Rey con su inmediato Hospital de San Antonio Abad, cuando el ejército francés del Duque de Berwick puso asedio a la plaza. Allí estaba fundada la antiquísima cofradía de Mareantes de Santa Catalina, que luego se trasladó a la parroquia de Santa María.
(Múgica Zufiria, 1916, p. 124)